# Infanterist der Zukunft

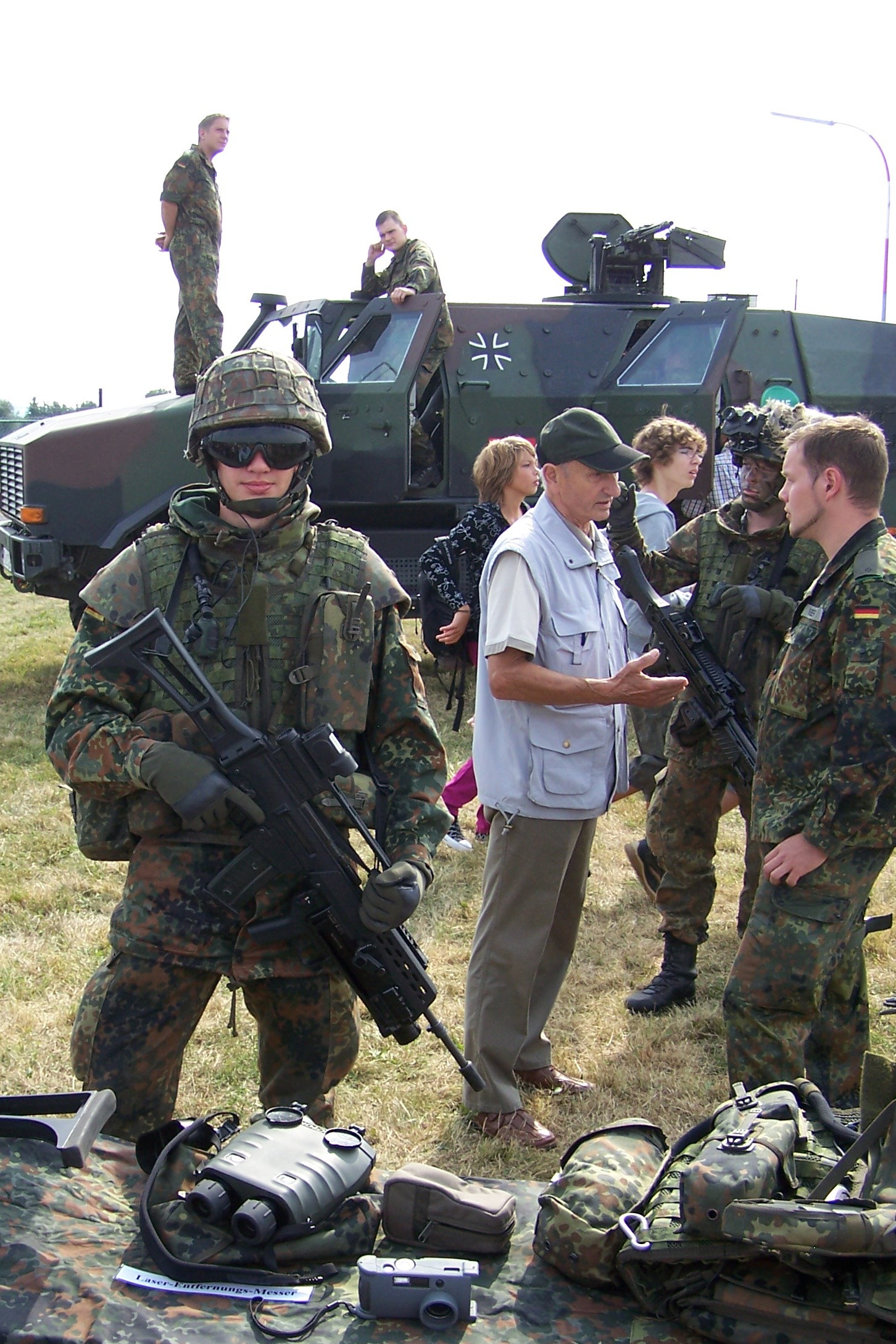
Um soldado do Exército alemão demonstra alguns dos equipamentos do programa IdZ.

Infanterist der Zukunft (IdZ, em português: "Fuzileiro do futuro") é o programa das forças armadas alemães (Bundeswehr) como parte do projeto Soldado do Futuro . Ele é um sistema de combate modular e integrado projetado para fornecer significativa letalidade, capacidade de sobrevivência, mobilidade, comando e controle, e de formação para o soldado de infantaria alemão. Ele está sendo desenvolvido pela EADS Defense Eletronics e pela Rheinmetall-Detec.
Em 1 de julho de 2004, o governo alemão, através do Departamento Federal de Tecnologia de Defesa e a Aquisições (Bundesamt für Wehrtechnik und Beschaffung - BWB) encomendou 15 IdZ sistemas integrados de combatentes  da linha de frente , no valor de €10 milhões (US$14,7 milhões) para o forças alemães, empregadas dentro da ISAF no Afeganistão.
Em 3 de dezembro de 2004, a EADS Defense Electronics recebeu 70 milhões de euros (US$102,9 milhões) por um contrato com a Bundeswehr de fornecimento de  196 unidades do IdZ . Estes sistemas estão previstos para uso por cerca de 2.000 soldados alemães de todos os serviços. Mais sistemas da versão avançada serão entregues entre 2010 e 2014.
O sistema IdZ  engloba auto-proteção contra disparos de pequeno calibre e armas e nucleares, biológicas e químicas, agentes, engloba também comunicações, navegação e orientação e armamento. O sistema utiliza uma ampla gama de novas tecnologias para atingir a capacidade da guerra centrada em redes.

## Versão 2 (IdZ V2)
O consórcio industrial Projekthaus System Soldat, liderado pela Rheinmetall Defence, desenvolveu a versão IdZ -ES- para o Exército Alemão, a Força Aérea Alemã e a Marinha Alemã .  As unidades de protótipo foram entregues durante o primeiro trimestre de 2008.  Aproximadamente 1.100 sistemas IdZ-ES foram programados para entregas entre 2010 e 2014.  O sistema IdZ-ES se concentra particularmente no grupo de combate de infantaria em combinação com seu veículo de transporte, que funcionará como "nave-mãe", fornecendo ao grupo capacidades centradas em rede.  O veículo tem todas as armas e equipamentos a bordo para que os elementos necessários possam ser selecionados do sistema modular.  O veículo também fornece ao grupo de combate a fonte de alimentação e permite a transmissão de dados.  A versão básica do sistema IdZ já foi integrada em alguns veículos militares, como o ATF Dingo , o Mungo ESK , o TPz Fuchs e o BV 206 D / S. O sistema ES aprimorado oferece esses recursos como opções padrão nos veículos Boxer MRAV e veículos de combate de infantaria Puma .

## Rifles de precisão

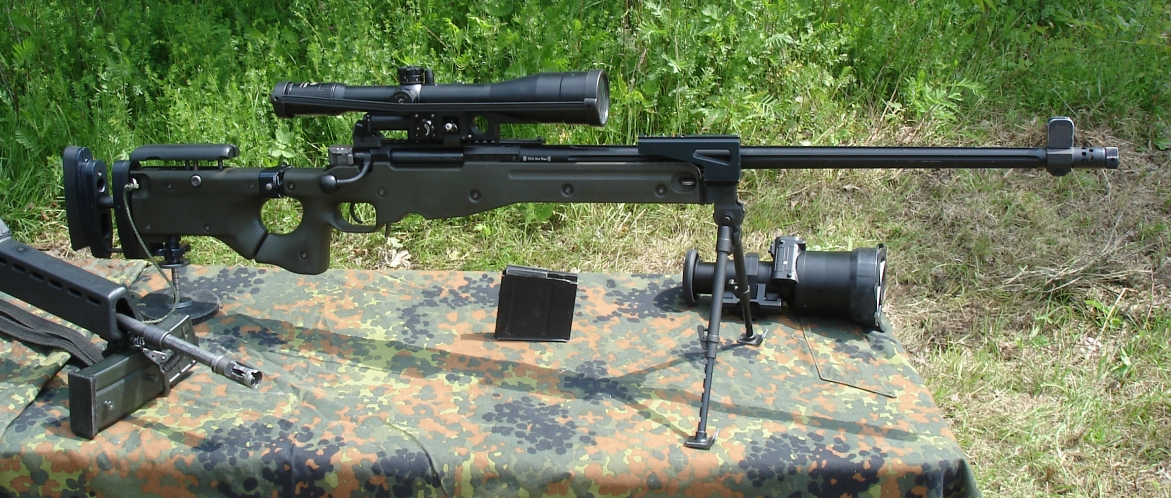
G22

Ambos os fuzis de precisão padrão do Bundeswehr, o G22 e o G82 , serão integrados ao programa IdZ.  O G82 foi adquirido especificamente para este programa.

## KM2000
O KM2000 é a nova faca de combate padrão da Bundeswehr.
A lâmina cortad a laser é de 17,2 cm (6,77 pol.) de comprimento e é feita de aço inoxidável.  O botão é ergonômico para ser usado de forma ambidestra e é feito de poliamida.  A faca inteira pesa aproximadamente 320 gramas (11,2 oz).

## UAVs e ROVs
O sistema IdZ será complementado por UAVs mini- ou micro ou veículos offroad pequenos e remotamente controlados.  Os primeiros UAVs são o drone de reconhecimento aerotransportado Aladin e o robô aéreo MIKADO para imagens próximas.  O feedback em vídeo do Aladin e do robô aéreo MIKADO pode ser exibido nos soldados nos sistemas denavegação e comunicações ou em viseiras de vídeo.

## Aparelhos de pontaria
Recentemente, o Bundeswehr decidiu contra o AN / PAS-13 em favor da visão térmica HuntIR, produzida pela Diehl BGT Defense , + a visão noturna NSA80.  Além disso, o módulo de luz laser LLM01 para o G36 foi encomendado.
Também uma munição de 40 mm com luneta de video e reconhecimento está atualmente em desenvolvimento para futura integração no programa IdZ.
Imagens relacionadas
- Um soldado do Exército Alemão apresenta a arma de defesa pessoal MP7A1 do programa IdZ of the IdZ
- G82
- "LUCIE", um equipamento de visão noturna de 4ª geração, aqui incorretamente denominado "Lucy"
- Um fuzil G36A2 da Bundeswehr com uma mira reflex Zeiss RSA e um lançador de granadas AG36 (2008).
- MP7A1.
- MG4
- Um drone MIKADO  portando uma câmera no estande da Bundeswehr na CeBIT 2006.